# Meijiang (köpinghuvudort i Kina, Zhejiang Sheng, lat 29,37, long 119,81)
Meijiang (kinesiska: 梅江镇) är en köpinghuvudort i Kina. Den ligger i provinsen Zhejiang, i den östra delen av landet, omkring 100 kilometer söder om provinshuvudstaden Hangzhou. Antalet invånare är 30 818. Befolkningen består av 15 209 kvinnor och 15 609 män. Barn under 15 år utgör 15,0 %, vuxna 15-64 år 69 %, och äldre över 65 år 15,0 %.
Runt Meijiang är det tätbefolkat, med 659 invånare per kvadratkilometer. Närmaste större samhälle är Puyang, 12,5 km nordost om Meijiang. I omgivningarna runt Meijiang växer i huvudsak blandskog.
Genomsnittlig årsnederbörd är 2 196 millimeter. Den regnigaste månaden är juni, med i genomsnitt 436 mm nederbörd, och den torraste är januari, med 75 mm nederbörd.